# Lubuk Kelumpang
Lubuk Kelumpang is een bestuurslaag in het regentschap Empat Lawang van de provincie Zuid-Sumatra, Indonesië. Lubuk Kelumpang telt 1197 inwoners (volkstelling 2010).